# Нагле-Дам
Нагле-Дам (англ. Nagle Dam) — водохранилище на реке Умгени в провинции Квазулу-Натал, ЮАР.
Водохранилище лежит в меандре реки, протекающей по долине Фаллей оф а-Тоусанд Хиллс (англ. Valley of a Thousand Hills). При превышении допустимого уровня вода сливается через отводной канал, срезающий меандр в самом узком месте.
Объём водохранилища составляет 23 200 000 м³, площадь — 1,56 км². Плотина была построена в 1950 году, её высота — 46 м.
Нагле-Дам — одна из четырёх крупных плотин на Умгени. Выше неё расположены плотины Мидмар и Альберт-Фаллс, ниже — Инанда. Плотина бетонная, гравитационного типа. Из водохранилища компания Umgeni Water Amanzi забирает воду для снабжения Дурбана питьевой водой. Вода очищается на станции Durban Heights.
Согласно исследованию 2005—2012 годов, мутность воды в водохранилище составляет около 3-84 NTU; кислотность — 7,0-9,0; концентрация нитрата — 0,04-1,52 мг/л; концентрация фосфатов — 11,3-280,6 мкг/л; температура воды колеблется в диапазоне 11,2-29,9°С.